# Limfjordskrydseren
Limfjordskrydseren er et åbent vand-svømmearrangement, som siden 2007 har været afholdt årligt på Limfjorden mellem Aalborg og Nørresundby. Der svømmes med start fra C.W. Obels kanal i Aalborg til mål i Nørresundby Lystbådehavn. Den korteste distance, der svømmes er 600 m, som svømmes i lige linje fra start til mål. Derudover har der gennem årene været skiftende distancer på 1500 m, 2500 m og 5000 m.
Arrangementet afholdes om efteråret i august eller september og foregår på Limfjorden på Aalborg Havns søområde og tæt på Limfjordsbroen, hvor svømning normalt ikke er tilladt. Arrangementet afholdes derfor med særlig tilladelse og Limfjorden bliver spærret for sejlende trafik under arrangementet, hvilket annonceres for skibsfarten i Efterretninger for Søfarende.
Der har tidligere, i 1950-erne været svømning på Limfjorden, dengang hed det Havnekapsvømningen. En af deltagerne fra dengang, Gunnar Sørensen som senere blev formand i Aalborg Svømmeklub, beretter:
... start fra Gammel Lindholm Fjordbadeanstalt (lidt vest for jernbanebroen) herfra blev der svømmet under jernbanebroen – videre forbi Nørresundby Slagteri med de ”oplevelser” fra slagteriet, der blev ledt ud i Limfjorden – disse ”oplevelser” var langt fra af den behagelige art – tværtimod og indeholdt stort set alt hvad der hørte dyrene til.
Sidenhen blev det forbudt at svømme i Limfjorden, dels af hygiejniske årsager, dels pga. den stigende skibstrafik i Limfjorden.
I 2007 blev limfjordssvømningen genoptaget. Det er muligt at svømme to distancer, den korte er 600 meter, mens den lange tur er 1500 meter. 